# Лідер страйку
Лідер страйку (англ. The Strike Leader) — американська короткометражна драма режисера Оскара Апфеля 1913 року.

## У ролях
- Ірвінг Каммінгс — Ларрі - лідер страйку
- Гертруда Робінсон — Марджері